# Robert Adolph Kellner
Robert Adolph Kellner (* 3. März 1842 in Dresden; † 27. Oktober 1902 in Schönberg; auch Robert Adolf Kellner) war ein sächsischer Landtagsabgeordneter.
Er saß für die Nationalliberalen als Abgeordneter des 23. Städtischen Wahlkreises von 1891 bis zu seinem Tod 1902 in der Zweiten Kammer des Sächsischen Landtags. Ab 1895 war Kellner Vorstandsmitglied im Nationalliberalen Landesverein sowie ab 1901 1. Vorsitzender der nationalliberalen Fraktion im Landtag. Des Weiteren war er Mitglied im Zentralvorstand der Nationalliberalen.
Robert Adolph Kellner war Großindustrieller und besaß drei landwirtschaftlich-chemische Fabriken in Doos, Griesheim am Main und Schönberg, darüber hinaus war er Inhaber der Firma Dietsch, Kellner & Co. in Schönberg.